# Варис (Грчка)
Варис (грч. Βάρης) је насељено место у општини Гребен у периферији Западна Македонија, Грчка. Према попису из 2021. године било је 37 становника.
Према бугарском географу и историчару, Василу Канчову, у Варису је 1900. године живело 155 Грка. Село се раније звало Вариште.